# Proost (tijdschrift)
Proost is een Nederlands horecavakblad met een oplage van 16.500 stuks. Het blad werd uitgegeven door RAI Langfords Publishers, en kwam toen tien keer per jaar uit. In 2013 werd het overgenomen door ManagementMedia in Hilversum; sindsdien komt het nog vier keer per jaar uit. 
Proost richt zich op ondernemers en personeelsleden van horecabedrijven waarin drankverstrekking een primaire rol vertolkt: cafés, bars, eetcafés, discotheken, zalencentra en sportkantines.
Informatie over drank in de breedste zin van het woord voert de boventoon: achtergronden over en de geschiedenis van producten, taptechniek, introducties van nieuwe producten, glaswerk, drankbehandeling, tips & trends. Daarnaast wordt ook over voor horecaondernemers relevante onderwerpen geschreven, zoals apparatuur, meubilair, trends, interieurbouw, CAO’s en juridische en fiscale zaken.
In 2014 werd Proost opgeheven na een fusie met Horeca Entree en Venuez, wat leidde tot de oprichting van Entree Magazine.